# Paramedetera micropyga
Paramedetera micropyga är en tvåvingeart som beskrevs av Patrick Grootaert 2006. Paramedetera micropyga ingår i släktet Paramedetera och familjen styltflugor.
Artens utbredningsområde är Singapore. Inga underarter finns listade i Catalogue of Life.